# Molione uniacantha
Molione uniacantha är en spindelart som beskrevs av Jörg Wunderlich 1995. Molione uniacantha ingår i släktet Molione och familjen klotspindlar. Inga underarter finns listade i Catalogue of Life.